# 1755 au Canada
Pour un article plus général, voir Chronologie du Canada.
Cet article traite des événements qui se sont produits durant l'année 1755 au Canada.

## Événements
- Mars : massacre au poste de la Compagnie de la Baie d'Hudson Henley House (en) par des Amérindiens. Deux Indiens impliqués sont jugés et exécutés le 21 juin[1].

- 3 mai : départ de Brest d'une flotte de 20 navires et quatre frégates, commandée par Emmanuel-Auguste Cahideuc Dubois de La Motte[2]. Cette flotte transporte des renforts militaires au Canada, 3 300 hommes sous les ordres du baron de Dieskau, un corps expéditionnaire formé des régiments Languedoc, Guyenne, Bourgogne, Artois, Béarn et la Reine[3].

- 4-16 juin : victoire britannique sur la France à la bataille de Fort Beauséjour[4].
- 7 juin : incendie de l'Hôtel-Dieu de Québec[5].

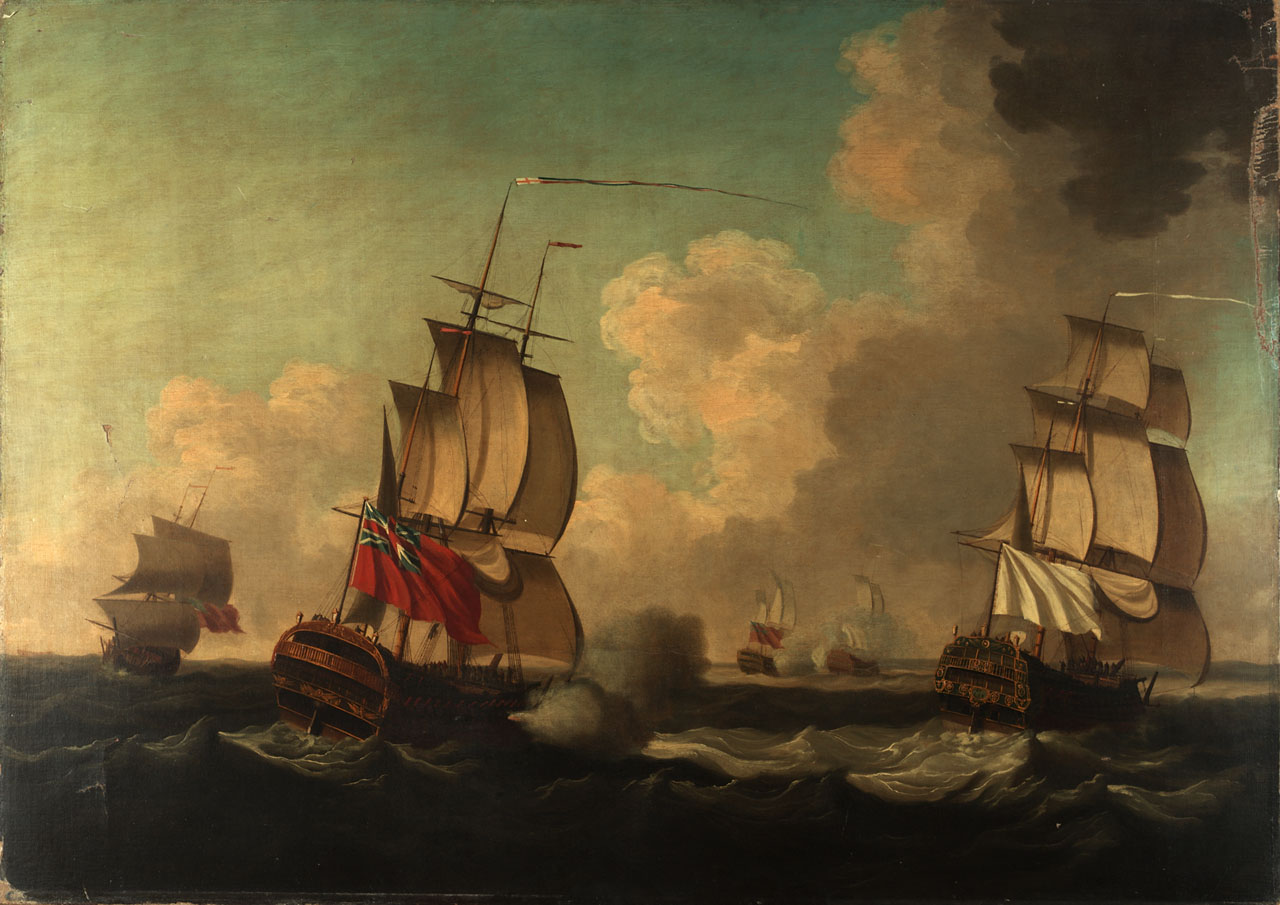
Capture des navires Alcide et Lys.

- 8-10 juin : deux vaisseaux français, Lys et Alcide, sont capturés par les Britanniques commandés par Edward Boscawen près de Terre-Neuve[6]. Le navire Dauphin Royal échappe à la capture[3].
- 14 juin : les bataillons de Bourgogne et d'Artois passent au travers du blocus anglais et arrivent à Louisbourg[7]. Les bataillons de La Reine, Languedoc, Béarn et Guyenne, débarquent à Québec à la fin du mois avec leur commandant en chef Jean-Armand Dieskau[8].
- 17 juin : le Fort Gaspareaux faiblement défendu par les français se rend aux anglais. L'Acadie est entièrement sous contrôle anglais[9].

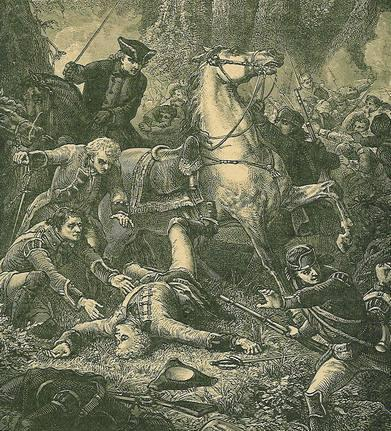
Le Major-Général Braddocks blessé mortellement à la bataille de la Monongahela.

- 9 juillet : bataille de la Monongahela[10]. Les Britanniques sous le commandement du général Edward Braddock tentent de chasser les Français de Fort Duquesne en Pennsylvanie. Braddock est tué et son armée est mise en déroute.
- 10 juillet : Pierre Rigaud de Vaudreuil devient gouverneur de la Nouvelle-France[11].

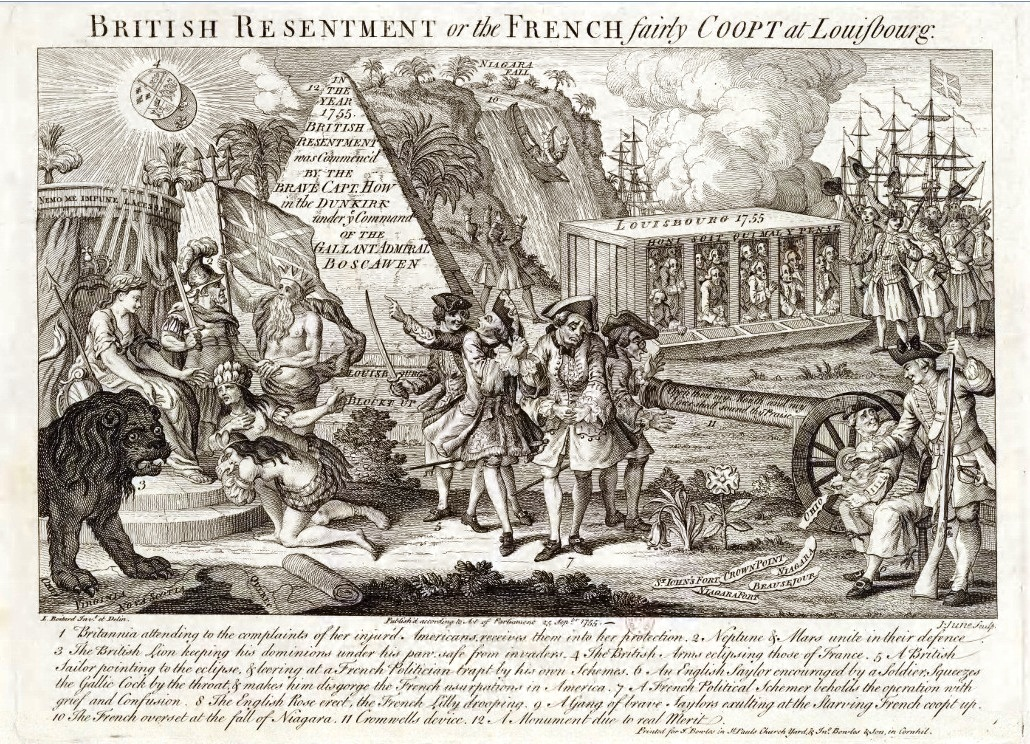
Propagande anglaise contre Louisbourg et le Canada français en 1755.

- 28 juillet : sur la recommandation du juge en chef de la Nouvelle-Écosse, Jonathan Belcher, le Conseil exécutif de la Nouvelle-Écosse prend la décision unanime de déporter les Acadiens au cours de l’été et de l’automne parce ce qu’ils refusent de signer le serment d’allégeance au souverain de Grande-Bretagne, ils ne s’assimilent pas assez vite et ne sont pas de bons sujets britanniques[4]. Ce projet est gardé secret pour éviter que les Acadiens ne s’enfuient avec leur bétail. Le lieutenant-colonel John Winslow affirme lui-même : « Nous avons entrepris de nous débarrasser de l’une des plaies d’Égypte »[3].

- 6 août au 26 août : raid de Willard et Lewis, plusieurs Acadiens sont faits prisonniers[12].
- 10 août : raid de Sylvanus Cobb pour rassembler des acadiens dans le secteur de Trois-Rivières. C'est un échec car les Acadiens de cette région se sont déjà enfuis.
- 11 août : Grand Dérangement des Acadiens de la région de Beaubassin, rassemblés à Fort Cumberland[13].

- 3 septembre : victoire des Acadiens résistant à la déportation par la Grande-Bretagne à la bataille de Petitcoudiac[14].
- 5 septembre : Grand Dérangement à Grand-Pré et à Pisiguit ; six à sept mille Acadiens, soit la moitié de la population, sont expulsés à l'automne vers les colonies du Massachusetts et de Géorgie[13].

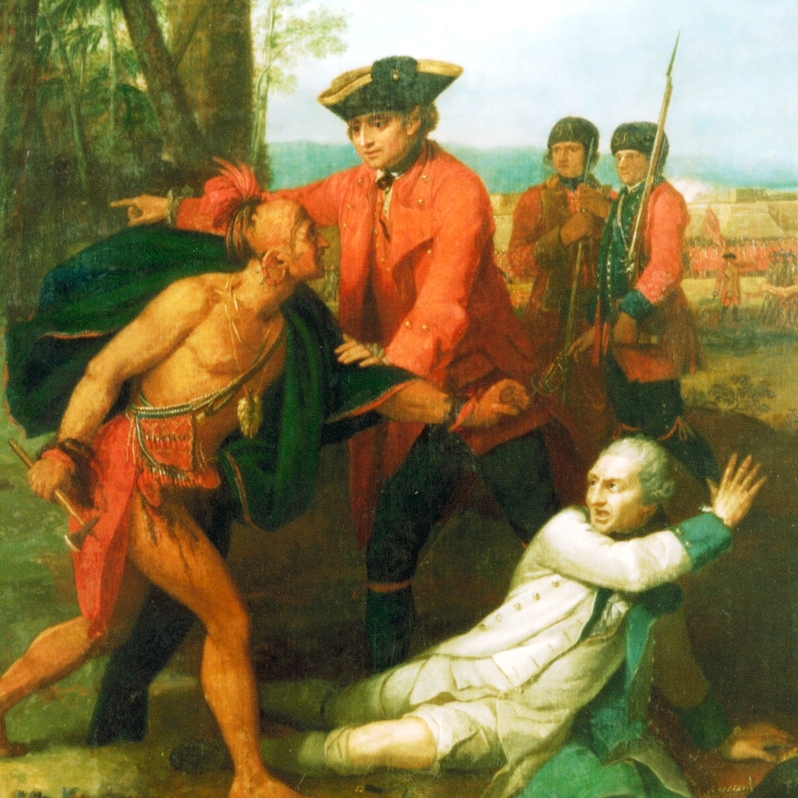
William Johnson sauvant le baron Dieskau au lac George. Tableau de Benjamin West

- 8 septembre : victoire britannique sur la France à la bataille du Lac George ; capture du commandant Jean Armand Dieskau[15].
- 12 octobre : début de la construction du Fort Carillon au sud du Lac Champlain par le marquis de Lotbinière[16].
- 11 novembre : parti de Louisbourg vers la France, le navire Espérance est attaqué à son tour dans le golfe de Gascogne[17].

- Lancement du navire français La Hurault sur le Lac Ontario[18].
- Fondation par des jésuites de la mission Saint-Régis à Akwesasne pour les Iroquois[19].

- La population d'origine française du Canada atteint 55 000 personnes[20].

## Naissances
- George Dixon, explorateur de la côte ouest du Canada.

## Décès
- 17 janvier : Charles III Le Moyne, gouverneur de Montréal (° 18 octobre 1687).
- 4 avril : Joseph de Monbeton de Brouillan, gouverneur de l'Île Royale (° 1676).
- 9 juillet : Daniel Liénard de Beaujeu, militaire tué lors de la bataille de la Monongahéla (° 19 août 1711).
- 13 juillet : Edward Braddock, général britannique décédé à la suite d'une blessure lors de la bataille de la Monongahéla (° 1695).
- 8 septembre : Jacques Le Gardeur, sieur de Saint-Pierre, militaire français. (° 21 octobre 1701)
- 13 septembre : Pierre Gaultier de La Vérendrye, militaire et explorateur (° 1er décembre 1714).
- Élisabeth Bégon, écrivaine (° 1696)